# تيتان (فلم)
تيتان (بالفرنسية: Titane) هو فيلم رعب وإثارة عام 2021، من تأليف وإخراج جوليا دوكورناو. وبطولة أجاث روسيل وفينسنت ليندون وغارانس ماريلييه ولايس سلامة. الفيلم إنتاج فرنسي وبلجيكي مشترك.
كان العرض الأول له في مهرجان كان السينمائي في 13 يوليو 2021، حيث أصبحت دوكورنو ثاني مخرجة تفوز بالسعفة الذهبية. وعُرض بعد ذلك في قاعات السينما بفرنسا في 14 يوليو 2021، بواسطة Diaphana Distribution.

## الطاقم
- أجاث روسيل
- فينسنت ليندون
- غارانس ماريلييه
- ليس سلامة
- دومينيك فروت
- مريم آخديو
- رحيم سلفيولي مهدي

## إنتاج
في سبتمبر 2019، تم الإعلان عن انضمام فنسنت ليندون وأغاثي روسيل إلى طاقم الفلم، مع إخراج جوليا دوكورنو للفيلم من سيناريو كتبته. حيث تم تعيين نيون لتوزيع الفيلم في الولايات المتحدة الأمريكية.
بدأ التصوير الفوتوغرافي الرئيسي في سبتمبر 2020. كان من المقرر أن يبدأ الإنتاج مبدئيًا في أبريل 2020، ولكن تم تأجيله بسبب جائحة COVID-19.

## الإطلاق
بحلول يونيو 2021، حصلت Altitude Film Distribution و Film4 على حقوق توزيع الفلم بشكل مشترك.كان عرض Titane العالمي الأول في مهرجان كان السينمائي في 13 يوليو 2021. خلال بداية فلم أول، طُلب من رئيس لجنة التحكيم سبايك لي الكشف عن «الجائزة الأولى»، لكنه أساء تفسير العبارة على أنها تعني «المركز الأول». نتيجة لذلك، كشف قبل الاوان ان الفلم قد فاز بالسعفة الذهبية. دوكورناو هي ثاني مخرجة تفوز بالجائزة بعد جين كامبيون في عام 1993 عن The Piano.

## الاستقبال
تلقى تيتان مراجعات ايجابية من نقاد الفلم. وهي حاصلة على تصنيف موافقة بنسبة 96 ٪ على موقع مجمع المراجعة روتن طومطوس، ذلك بناءً على 26 مراجعة، بمتوسط مرجح يبلغ 7.80 / 10. على Metacritic ، لقد حصل الفيلم على تصنيف 74 من أصل 100، من 13 نقادا، مما يشير إلى «المراجعات الإيجابية بشكل عام».

## روابط خارجية
- تيتان على موقع IMDb (الإنجليزية)
- تيتان على موقع ميتاكريتيك (الإنجليزية)
- تيتان على موقع روتن توميتوز (الإنجليزية)
- تيتان على موقع نتفليكس (الإنجليزية)
- تيتان على موقع ألو سيني (الفرنسية)
- تيتان على موقع أول موفي (الإنجليزية)
- تيتان على موقع بوكس أوفيس موجو (الإنجليزية)
- تيتان على موقع فيلمافينيتي (الإسبانية)
- تيتان على موقع قاعدة بيانات الأفلام السويدية (السويدية)
- تيتان على موقع قاعدة بيانات الفيلم (الإنجليزية)
- تيتان (فلم) في روتن توميتوز.
- تيتان (فلم) في موقع ميتاكريتيك.